# Chemilly, Allier

Chemilly este o comună în departamentul Allier din centrul Franței. În 1 ianuarie 2022 avea o populație de 588 de locuitori.